# Jana Rodriguez Hertz
María Alejandra Rodriguez Hertz Frugoni (Rosario, 11 de febrero de 1970), conocida como Jana Rodriguez Hertz, es una matemática, profesora e investigadora argentina y uruguaya. 

## Biografía
Hija de Mariana Frugoni y Adolfo Rodriguez Hertz; es la mayor de cinco hermanos. Estudió matemáticas en la Facultad de Ciencias Exactas, Ingeniería y Agrimensura de la Universidad Nacional de Rosario. Estudió un año en el Instituto de Matemática Pura e Aplicada (IMPA) en Río de Janeiro, Brasil. Trabaja en sistemas dinámicos y teoría ergódica. Tiene un doctorado de la Universidad de la República en 1999 y es profesora de la Facultad de Ingeniería en la misma universidad. Está radicada en Uruguay desde 1994. Es la primera y única mujer grado 5 en matemática de Uruguay. Actualmente es vicepresidenta de la Organización para las Mujeres en Ciencia para el Mundo en Desarrollo para América Latina y el Caribe.
Desde fines de 2011 se ha involucrado intensamente en el debate educativo uruguayo. A partir de ese momento ha participado en numerosas entrevistas, eventos públicos y conferencias sobre el tema. Ha desarrollado un punto de vista crítico sobre el presupuesto educativo, a favor de las pruebas PISA, el desarrollo de la carrera docente y otros tópicos. Su punto de vista particular la convirtió en referente de opinión pública en el tema. Ha sido columnista en diferentes medios, destacándose su participación durante el 2014 en el segmento La Tertulia del programa En Perspectiva de Emiliano Cotelo en Radio El Espectador y la columna Jana y sus hermanas, y en el programa Suena Tremendo de la misma radio. También es autora del blog ¿Y por qué no?.
Desde 2016, trabaja en la Universidad Científica y Tecnológica del Sur en Shenzhen, China, donde reside con su familia.

## Vida privada
Contrajo matrimonio con el también matemático Raúl Ures, son padres de Matías y Andrés.

## Premios y honores
- 1992, Premio Jóvenes Notables, Fundación Bolsa de Comercio de Buenos Aires.
- 1999, Investigadora Grado 3, PEDECIBA Matemática.
- 2004, Premio Fondo Nacional de Investigadores, CONICYT.
- 2009, Investigadora Nivel II, Sistema Nacional de Investigadores, SNI, ANII.
- 2013, Investigadora de Primer Nivel, Grado 5, PEDECIBA.